# Panotima
Panotima là một chi bướm đêm thuộc họ Crambidae.